# Eduardo Saavedra (futbolista)
Eduardo Saavedra García (Huacho, Departamento de Lima, Perú, 8 de abril de 1957) es un exfutbolista peruano. Jugaba de delantero y su primer club fue Juventud La Palma.

## Trayectoria
Eduardo "Sampri" Saavedra nació en Barranco, un pequeño pueblo de Huacho en 1957. De una familia muy futbolera, su padre Modesto Saavedra jugó para la Selección de Huacho, y su hermano menor Juan Saavedra  formó parte también de Alianza Lima, y también su hermano menor Alfredo Saavedra que jugó en Universitario saliendo campeón en 1990, como también llegando jugar en clubes de Centroamérica.
Saavedra empezó jugando al fútbol  en las inferiores del Club Santiago Barranco de la Liga de Huacho. En 1976 se unió a Juventud La Palma. Jugó para el club hasta 1977 cuando se unió a León de Huánuco. Jugó 59 partidos para este equipo marcando 14 goles. En 1982 pasó a Deportivo Municipal, club donde mejor le fue y donde fue el autor del primer gol en el estreno de Torneos Regionales en 1984, reconocido como figura edil en esos tiempos.
Actualmente reside en Los Ángeles, Estados Unidos.

## Clubes
| Club                | País | Año         | PJ | G  |
| ------------------- | ---- | ----------- | -- | -- |
| Juventud La Palma   | Perú | 1976 - 1977 | 35 | 10 |
| León de Huánuco     | Perú | 1978 - 1981 | 59 | 14 |
| Deportivo Municipal | Perú | 1982 - 1986 | 77 | 36 |
| Alianza Lima        | Perú | 1987        | 13 | 1  |
| Defensor Lima       | Perú | 1988 - 1989 | 34 | 12 |

## Palmarés
| Título           | Club          | País | Año  |
| ---------------- | ------------- | ---- | ---- |
| Segunda División | Defensor Lima | Perú | 1988 |